# Hierro Indio
Se conoce como Hierro Indio a una explotación minera ferrífera situada en la cordillera de los Andes en el centro-oeste de la Argentina.

## Ubicación
Esta mina se encuentra en la región de Cuyo, en el centro-occidental de la Argentina, en una zona montañosa perteneciente a la Cordillera de los Andes, encadenamiento que separa al territorio de ese país respecto del de Chile. Pertenece al departamento Malargüe, el más austral de la provincia de Mendoza. El yacimiento se localiza cercano al cerro Chivato, al sur del río Atuel, en el faldeo nororiental del cerro de las Aguadas y en el valle de las Aguadas, a alrededor de 70 kilómetros al noroeste de la ciudad de Malargüe, en las coordenadas: 35°00′S 69°47′O / -35.000, -69.783. Desde esta urbe se accede a través de la ruta nacional n.º 40 hasta la zona de laguna Blanca, donde parte un sendero de 27 kilómetros cuesta arriba, que primero circunda canteras de yeso en producción. Se pasan por distintos puestos (Canale, Arroyo Colorado, Cañada Las Ovejas), para proseguir por una estrecha huella vehicular que bordea las montañas y trepa por las laderas.

## Características mineralógicas
Los depósitos ferríferos de esta mina son del tipo skarn. Tienen su origen por la acción metamórfica de intrusiones subvolcánicas andesíticas y dioríticas de la Formación Huincán (del Neógeno) sobre calizas y pelitas calcáreas del Grupo Mendoza (Cretácico inferior). Se compone de 4 cuerpos minerales dispuestos de modo discontinuo. En el año 1984, Victorio Angelelli publicó que las reservas originales del yacimiento eran de 400 800 toneladas. Principalmente contiene magnetita, siendo de menor importancia las cantidades de metales o menas, como hematita, pirita, calcopirita, malaquita, azurita, limonita, etc.
La relevancia de este yacimiento en el contexto nacional reside en elevado porcentaje de hierro que contiene la roca, el que se ubicaría entre el 60 y el 65 %, es decir, niveles óptimos para la explotación.

## Historia
Los primeros en sacar provecho de los minerales de este yacimiento fueron las tribus indígenas, ya que lo utilizaban para obtener el material para sus boleadoras.

### Primer ciclo de producción
La primera concesión para la explotación de metal de hierro en esta mina ocurrió en el año 1935. La explotación se realizó a cielo abierto y con labores de 65 a 135 m de longitud, una anchura de 25 a 35 m y una profundidad de 3 a 15 m. En un informe elaborado en 1942, se estimaba que en total, las distintas áreas del yacimiento contenían unos 80 000m³ de mineral, equivalente a 368 000 toneladas con un contenido medio de 60% de hierro metálico.  En el ciclo de mayor producción se llegó a generar de 30 a 60 toneladas diarias de hierro. Se sacó mineral hasta 1973, año en el que se cerró la producción. En los años 2004 y 2005 se reanudó la actividad pero no la extracción, solo se retiró el material que había quedado esparcido en el lugar, restos de la antigua explotación y en ganga. Hacia fines del año 2019, la única actividad económica del área es la producción extensiva de ganado caprino, quedando como vestigio en pie del antiguo campamento minero solo una casilla de madera, ya que el viento derrumbó las otras.

### Proceso para un segundo ciclo de producción
Para fines de 2019 no había minas argentinas de hierro en explotación; respecto a minas metalíferas mendocinas, no había explotación desde hacía alrededor de medio siglo. Hacia el final de la segunda década del siglo XXI se gestó un proyecto para reactivar la producción en el yacimiento Hierro Indio por parte de la empresa “Hierro Indio S.A.” El día 6 de noviembre de 2019, la Legislatura provincial avaló la Declaración de Impacto Ambiental (DIA) del proyecto, permitiendo así que el gobernador pueda proceder a reglamentar la ley, con la que se habilitará a esa empresa privada para que dé comienzo a la etapa de exploración, la cual permitirá verificar el potencial del yacimiento y estimar el volumen que se podrá explotar, el cual podría rondar las 100 000 toneladas anuales de hierro, cantidad que permitiría cubrir un tercio de las importaciones argentinas de dicho metal.
La exploración se realizará con magnetómetros, evitando el empleo de sustancias químicas prohibidas por la legislación local. Esta etapa de diagnóstico implicará 3 años y una inversión estimada de 2 millones de dólares. Si el resultado indica que su aprovechamiento es económicamente viable, se deberá realizar y elevar un nuevo estudio ambiental, ya centrado en la fase de explotación, el que también requerirá los pasos administrativos de audiencia pública y aval de la legislatura, lo cual demandará al menos otro año de análisis. Esto indica que recién en el año 2023 o en el 2024 podría empezar la producción, siempre y cuando las condiciones del mercado internacional del hierro acompañen, es decir, que la demanda mundial del metal sea firme y que el precio se mantenga sobre ciertas cifras, lo que se traduciría en una proyección redituablemente positiva de su desempeño económico.